# Mirosław Rogalski
Mirosław Rogalski (ur. 1964 w Toruniu) – polski dziennikarz telewizyjny i radiowy, menadżer. Do czerwca 2024 dyrektor Akademii Telewizyjnej TVP. W latach 1997-2005 pracował jako dziennikarz Faktów TVN oraz główny prowadzący program interwencyjny Uwaga!. Zdobywca głównej nagrody w konkursie IPN za dokument filmowy w kategorii „Losy”. 

## Życiorys
Mirosław Rogalski jest absolwentem Uniwersytetu Mikołaja Kopernika w Toruniu oraz studiów podyplomowych na SGH. Karierę medialną rozpoczął w 1989 r. w oddziale Polskiego Radia w Bydgoszczy. Był autorem audycji i reportaży o tematyce społecznej. Uczestnik zjazdów Klubu Reportażu Radiowego. W 1992 r. zastępca redaktora naczelnego i redaktor naczelny komercyjnego Radia Toruń. Stamtąd w 1994 r. trafił do Programu III Polskiego Radia, gdzie prowadził audycje poranne i popołudniowe Zapraszamy do Trójki. W 1996 r. rozpoczął pracę w bydgoskim oddziale Telewizji Polskiej jako prowadzący programu informacyjnego Zbliżenia. Kiedy we wrześniu 1997 r. powstała telewizja TVN, stworzył redakcję dla regionu kujawsko-pomorskiego.
Po przeprowadzce z Torunia do Warszawy został reporterem Faktów, gdzie tworzył materiały o tematyce społeczno-ekonomicznej. Prowadził także wieczorne wydanie. Autor głośnego newsa o skandalu z udziałem Aleksandra Kwaśniewskiego w Charkowie, gdzie prezydent pojawił się na obchodach rocznicy katyńskiej pod wpływem alkoholu. Następnie Rogalski związał się z nowo powstającym programem interwencyjnym Uwaga!, którego aż do 2005 r. był głównym prowadzącym. W tym okresie otrzymał wiele nagród, m.in. „Ostre pióro”, wyróżnienie Gazety Prawnej oraz Nagrodę Allianz w kategorii „Media”. Inicjator działań na rzecz stworzenia programu informacyjnego Fakty dla Polonii na antenie iTVN. Po odejściu z TVN, przez pół roku prowadził program Interwencja w Polsacie.
Przez kolejnych 9 lat Rogalski prowadził własną firmę producencką RMEDIA, która zajmowała się mi.in. tworzeniem kampanii reklamowych dla strategicznego klienta w  radiu i telewizji. Dla TZMO SA stworzył pierwszą w Polsce internetową telewizję parentingową happytv.pl. W 2014 r. wyprodukował i wyreżyserował dokument Krystyny Kuty 25 lat wolności, który zdobył główną nagrodę prezesa IPN w kategorii „Losy”. Film opowiada historię aktywnej działaczki NSZZ „Solidarność”, poetki i koleżanki ze studiów Grzegorza Ciechowskiego – czyli tytułowej Krystyny Kuty, która z powodu represji stanu wojennego zmuszona była przerwać studia polonistyczne. Po przemianach politycznych '89 roku dalej wykonuje zawód sprzątaczki, żyje nadzwyczaj skromnie i nie ma pretensji do losu.
W 2015 r. Mirosław Rogalski wrócił do Telewizji Polskiej i rozpoczął pracę jako główny specjalista w Akademii Telewizyjnej TVP. Zajmował się tam m.in. analizami warsztatowymi i opracowaniami nowych pozycji programowych. Jest członkiem Komisji Karty Ekranowej TVP, przyznającej uprawnienia do występowania we wszystkich programach TVP. Był jurorem Konkursu Twórczości Telewizyjnej Oddziałów Regionalnych TVP „PiK”. Od 2019 do 2023 prowadził codzienny, reporterski program społeczno-interwencyjny Alarm! (również jako lektor programu) oraz cotygodniowy Magazyn Ekspresu Reporterów w TVP1, w miejsce zwolnionego Michała Olszańskiego.
3 kwietnia 2020 został wicedyrektorem Programu III Polskiego Radia. Po konflikcie z dziennikarzami radiowej Trójki związanym z unieważnieniem 15 maja 2020 roku notowania Listy Przebojów z utworem Kazika Staszewskiego „Twój ból jest lepszy niż mój”, przeniósł się do Studia Reportażu i Dokumentu Polskiego Radia i został jego dyrektorem. W lipcu 2021 roku portal gazeta.pl opublikował korespondencję Marka Niedźwiedzkiego do wydawcy LP3, w których autor poleca mu zmienić kolejność piosenek na liście w dniu 15 maja 2020 r. W następstwie publikacji Marek Niedźwiecki wycofał swój pozew przeciwko Polskiemu Radiu. 
31 marca 2021 wygasła jego umowa z Polskim Radiem. Powrócił wówczas do pracy w TVP jako prowadzący regionalnego programu informacyjnego.  W czerwcu 2023 roku został dyrektorem Akademii Telewizyjnej TVP, reaktywowanej jako samodzielna jednostka w strukturach publicznego nadawcy. Po przejęciu publicznego nadawcy przez likwidatora rozstał się z TVP w czerwcu 2024 roku na mocy porozumienia stron. 
Od 14 stycznia 2025 jest jednym z prowadzących program informacyjny Tele-ekspres wPolsce24, który jest nadawany na antenie stacji wPolsce24. 